# Aloe brachystachys
Aloe brachystachys là một loài thực vật có hoa trong họ Măng tây. Loài này được Baker mô tả khoa học đầu tiên năm 1895.

## Hình ảnh

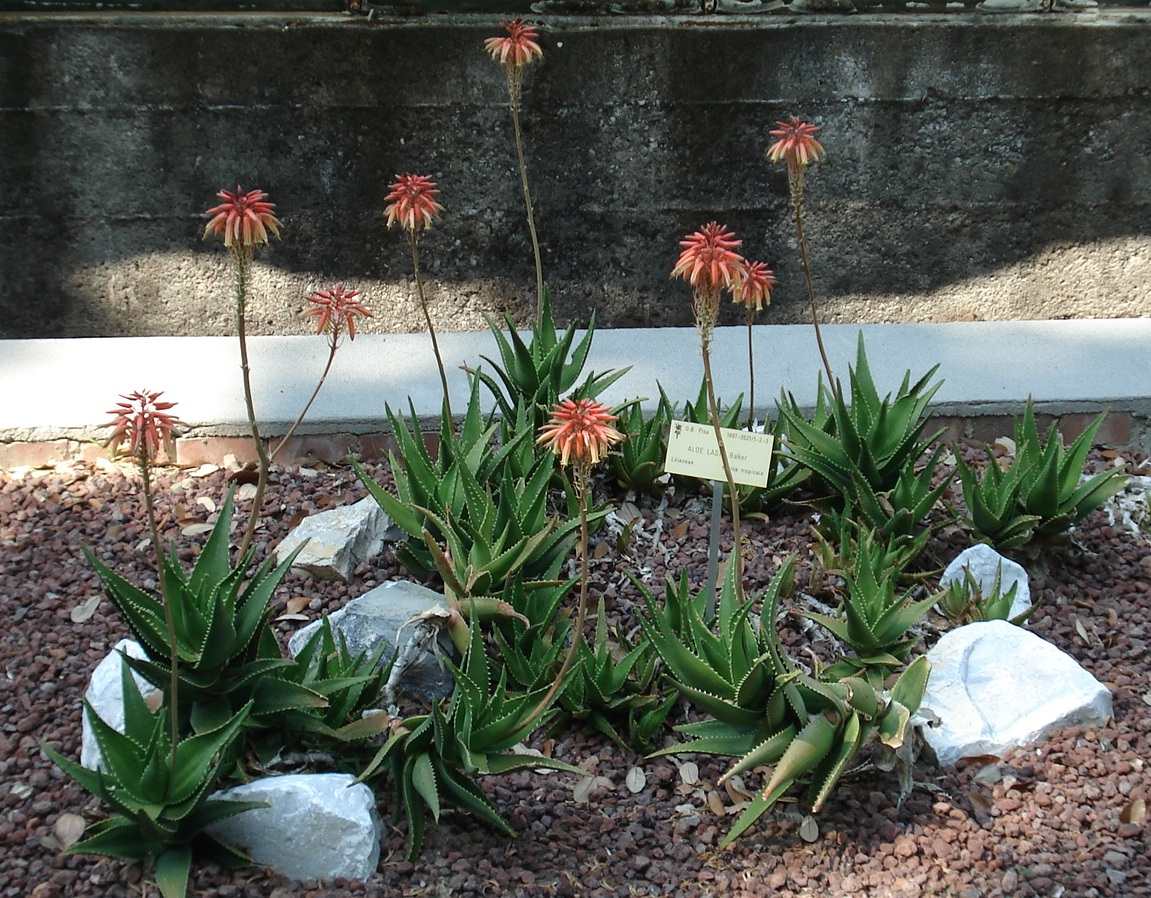
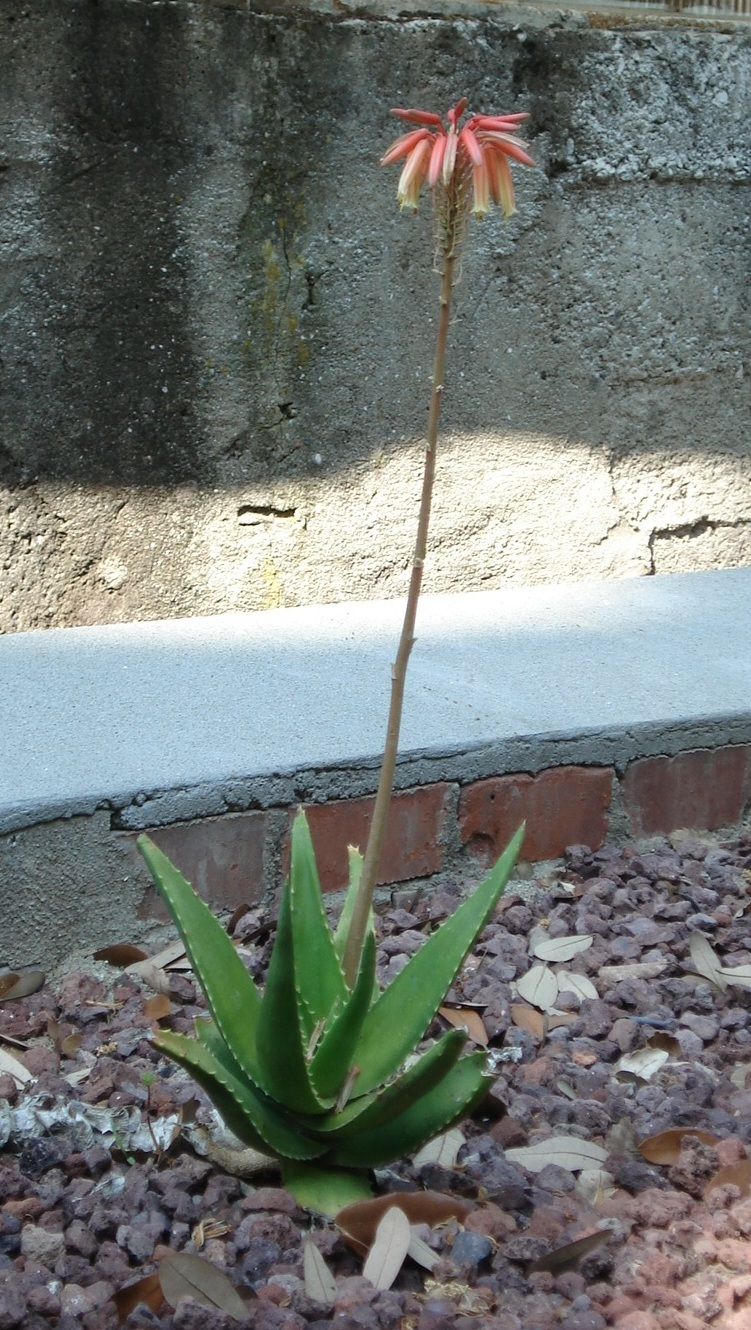